# Buchlust

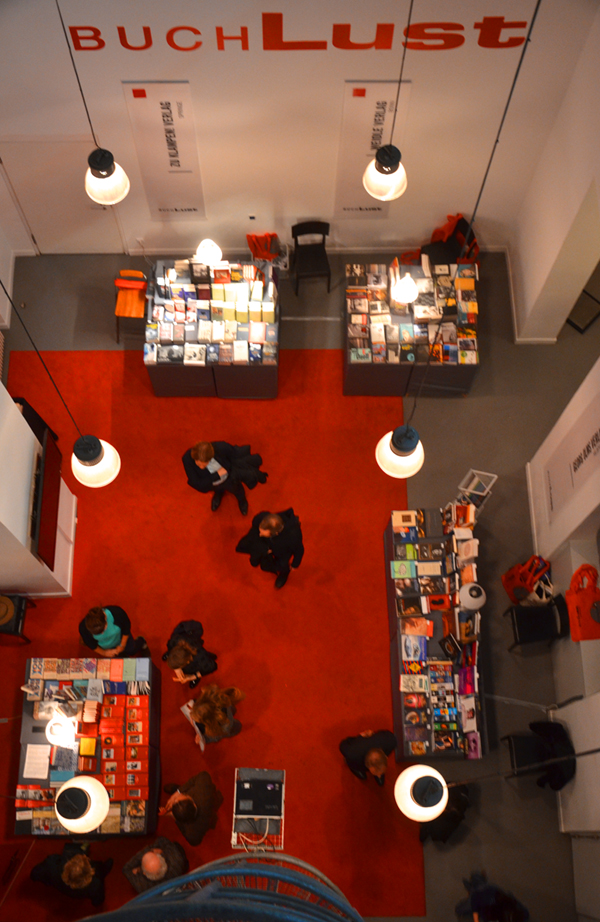
Momentaufnahme von der Buchlust 2016 – Ausstellung und Lesung im Künstlerhaus von Hannover

Buchlust ist eine jährlich in Hannover stattfindende Buchausstellung und Buchmesse für unabhängige Verlage.

## Geschichte
Vorläufer der Buchlust war die erstmals im Jahr 1978 veranstaltete Literaturwoche Literanover mit Vorträgen, Lesungen und Buchpräsentationen von hannoverschen Kleinverlagen und Literaten und einer zweitägigen Buchausstellung im Sprengel Museum Hannover. Gleichzeitig wurde von Kurt Morawietz das sogenannte Lyrik-Telefon initiiert, über das mehrere Jahre lang hannoversche Autoren im wöchentlichen Wechsel aus ihren Werken lasen.
Seit 1994 läuft die Verlags- und Kunstpressen-Messe jährlich an einem Wochenende im November unter der Bezeichnung Buchlust. Ende 2000 zog die Buch- und Literaturveranstaltung mit dem Veranstalter Literaturhaus Hannover in die Literaturetage des Künstlerhauses Hannover.

## Profil
Neben Verlagen aus Niedersachsen wurden von Anfang an auch Aussteller aus anderen Bundesländern eingeladen, um unabhängigen Verlagen ein eigenes Forum jenseits der großen Buchmessen in Leipzig und Frankfurt zu bieten und einen direkten Austausch zwischen Verlegern und Lesern zu ermöglichen. Die anfangs 20, mittlerweile 24 Aussteller, die auf der Buchlust ihr Verlagsprogramm vorstellen, werden von einer Fachjury nach literarischen sowie auch gestalterischen Kriterien ausgewählt. Die regionalen und inhaltlichen Schwerpunkte wechseln von Jahr zu Jahr, so dass neben bekannten Verlagen auch immer wieder neue Medienunternehmen ausstellen. Zum zehnjährigen Bestehen waren Aussteller aus Österreich und Tschechien zu Gast, zur 20. Buchlust im Jahr 2013 kamen Verlage aus ganz Deutschland, Österreich und der Schweiz.
Veranstalter der Buchlust ist das Literaturhaus Hannover. Zu den Förderern zählen das Land Niedersachsen, die VGH-Stiftung, die Stiftung Niedersachsen, die Region Hannover und der Börsenverein des Deutschen Buchhandels Nord, Medienpartner ist der NDR Kultur.
Begleitend zur Ausstellung findet im Kino im Künstlerhaus ein umfangreiches Programm mit Lesungen statt. So lasen in den letzten Jahren Autoren wie Christoph Ransmayr, F. W. Bernstein, Thea Dorn, Fritz J. Raddatz und Herta Müller, aber auch Schauspieler wie Suzanne von Borsody, Miroslav Nemec, Jasmin Tabatabai, Hanns Zischler, Matthias Brandt, Thomas Sarbacher und Nina Petri.
Die Besucher wählen unter den ausstellenden Verlagen den Gewinner des anfangs mit 500 Euro, seit 2013 mit 700 Euro und seit 2019 mit 800 Euro dotierten Buchlust-Preises. Die Preisverleihung bildet den Abschluss der Veranstaltung.

## Buchlust-Publikumspreis
- 1994 der Librist
- 1995 Revonnah Verlag
- 1996 HundsPresse
- 1997 Zu Klampen Verlag
- 1998 Bunte Raben Verlag
- 1999 San Marco Handpresse
- 2000 Mühleisen-Presse
- 2001 Raamin-Presse
- 2002 Carivari
- 2003 Edition Korrespondenzen
- 2004 Die ABC Werkstatt
- 2005 schPeZi-Presse
- 2006 Einhand Press
- 2007 Peter Hammer Verlag
- 2008 Kookbooks
- 2009 edition 8x8
- 2010 Bella triste
- 2011 Gimpel Verlag
- 2012 avant-verlag
- 2013 Peter Hammer Verlag
- 2014 Moritz Verlag
- 2015 Verlagshaus Jacoby & Stuart
- 2016 Reprodukt Verlag
- 2017 Matthes & Seitz Berlin
- 2018 Steidl Verlag, Gerstenberg Verlag, Wallstein Verlag
- 2019 Guggolz Verlag
- 2021 Mandelbaum Verlag

## Publikationen (Auswahl)
- Dave Bobroske, Rainer Wichering: Open flowers for the Beatniks (in englischer Sprache), vollendet am 9. November 1997 im Rahmen der Buchlust 97 während einer Performance im Sprengel-Museum, Hannover, einmalige Auflage, Hannover: Galerie 13, 1997
- Klaus Strempel, Heinz Baldermann: Ausstellungen und Lesungen. Buchlust. 24 beste unabhängige Verlage, Begleitschrift (32 Seiten, Lang-Din) zur Veranstaltung vom 19. bis 20. November 2016, Kathrin Dittmer (Verantw.), Literaturhaus Hannover, Hannover 2016